# Stereophyllum subflavum
Stereophyllum subflavum là một loài rêu trong họ Stereophyllaceae. Loài này được (Hook. f. & Wilson) Müll. Hal. mô tả khoa học đầu tiên năm 1897.